# 에람 정원

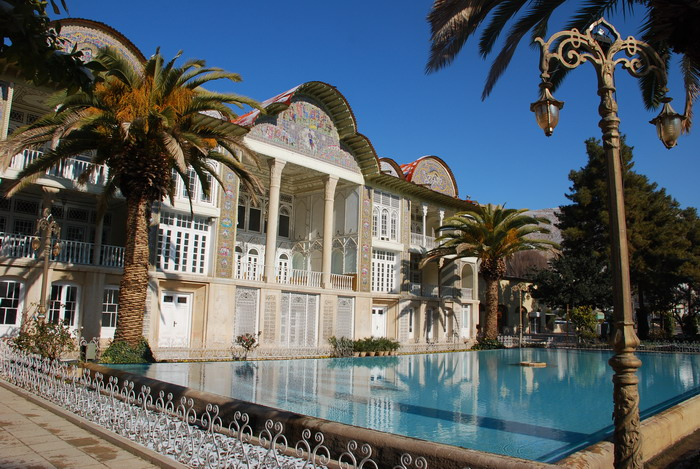
에람 정원

에람 정원(페르시아어: باغ ارم)의 '에람'은 이란어로 낙원을 의미한다. 이 정원의 아름다움으로 붙여진 이름인데 사이프러스 나무와 어우러진 공원의 가로수 길에서 시라즈 최고의 공원임을 느낄 수 있다. 해발 1,600m의 고지대라 한여름에도 아주 뜨겁지 않고 겨울에도 서늘한 편이라 자연적인 공원 조성이 이루어지고 있다. 공원에 마지막 카자르 왕조의 궁전도 있는데 현재 시라즈 대학에서 관리하고 있다.

## 같이 보기
- 페르시아 정원